# 格雷斯克里克鎮區 (北卡羅萊納州坎伯蘭縣)
格雷斯克里克鎮區（英語：Grays Creek Township）是位於美國北卡羅萊納州坎伯蘭縣的一個鎮區。

## 地方資料
格雷斯克里克鎮區的面積為126.13平方千米，皆為陸地。根據2020年美國人口普查的數據，當地共有人口11308人，而人口密度為每平方千米89.65人。